# Hylands Park
Hylands Park è una grande villa neoclassica situata nella contea di Essex, nel sud dell'Inghilterra, dentro un parco di 232 ettari. Fa parte del distretto di Chelmsford ed ha ospitato numerosi eventi come l'Eurojam del 2005, il 21º Jamboree mondiale dello scautismo nel 2007 e dal 1996 il V Festival.
Fu edificata nel 1730, ma la struttura attuale risale al XIX secolo. I giardini si devono a Humphry Repton. I restauri sono stati ultimati nel 2005. Nel 2007, in occasione del Jamboree, è stato aggiunto un nuovo giardino chiamato One World Garden.